# Teluk Singkawang
Teluk Singkawang is een bestuurslaag in het regentschap Tebo van de provincie Jambi, Indonesië. Teluk Singkawang telt 2731 inwoners (volkstelling 2010).